# Las Hurdes
Las Hurdes (em português: As Hurdes; em estremenho: Las Jurdes ou Las Jurdis) é uma comarca histórica da Espanha, situada na extremidade norte da província de Cáceres e da comunidade autónoma da Estremadura. É composta por 5 municípios e 43 povoações menores, 4 das quais já estão despovoadas.
A comarca histórica propriamente dita não tem qualquer estatuto administrativo atualmente, mas em 1996 foi constituída a Mancomunidade de Las Hurdes, a qual, além dos municípios da comarca histórica, integra o município de Casar de Palomero. A comarca está localizada na região da Serra de Gata e está ligada ao vale de Las Batuecas, em cuja parte baixa está assentada a alquería (alcaria) hurdana de Las Mestas. A riqueza natural da comarca é de caráter florestal.

## História

### Pré-história
Os primeiros dados sobre a atividade humana na comarca remonta ao Calcolítico. A esta época pertencen os desenhos rupestres mais antigos de um conjunto de arte pré-histórica que abrange um arco temporal compreendido entre o século IV a.C. até à época romana. Se bem que, tendo em conta as representações de pintura esquemática das Batuecas, nas proximidades de Las Mestas, os primeiros vestígios de povoamento podem antecipar-se ao século VIII a.C. Porém, a ocupação de Las Hurdes deve ter sido descontínua e não produziu núcleos habitados relevantes, que tampouco conheceram um desenvolvimento em épocas mais recentes. O ídolo-estela de El Cerezal, atualmente no Museu Provincial de Cáceres, é o testemunho mais destacado da Pré-história hurdana.

### Época romana e árabe
A romanização inclui-se dentro da Província de Lusitânia, se bem as provas arqueológicas deste período são meramente testemunhais. Com a invasão árabe, provavelmente Las Hurdes se encontraram despovoadas, ainda que a lenda anotada por Lope de Veja em uma de suas obras, "As Batuecas do duque de Alba", fala de grupos humanos isolados descendentes dos godos a finais do século XVII. Mais além das elucubrações do escritor, os primeiros testemunhos escritos sobre alguma “alquería” se remontam ao final do século XII, citando-se os nomes de "Riomalo", Batuecas, "Mestas" e "Ovejuela". O pastoreio de cabras traria novamente ao homem nestas terras.

### Integração na Alberca
Em 1289 "la dehesa de Jurde" é cedida pela Villa de Granadilla a La Alberca, na Província de Salamanca, começando uma época de submissão à vila salmantina que se prolongaria durante séculos para além da metade da Comarca, a dependente do Concelho de Nuñomoral. A outra parte, pertencente ao Conselho do Franqueado se veria isenta da submissão aos albercanos. No século XVI se estabeleceu um censo enfitêutico sobre os habitantes de Las Hurdes. É también nesta época quando a Lenda Negra começa a ter força quando Lope de Vega, baseando-se nas notícias do licenciado Alonso Sánchez, escreve sua peça teatral. A fascinação criada pela peça teatral fez com que, de agora em adiante, sejam muitos os que escrevam sobre a comarca, aumentando a lenda.

### Séculos XIX e XX
Já no século XIX, após separar-se de La Alberca, com a divisão provincial de Javier de Burgos, em 1833, os visitantes ilustres da comarca, que é também um lugar para desterrados, começaram a crescer. O doutor Bide, em 1892, após viajar por Las Hurdes, apresenta um informe no "Boletín da Sociedad Geográfica de Madrid", no qual denuncia as difíceis condições de vida dos hurdanos. A Sociedade "Esperanza de Las Hurdes", dirigida por Francisco Jarrín, bispo de Coria, inicia obras caritativas na Comarca, que têm seu ponto álgido com o I Congreso Nacional de Hurdanos e hurdanófilos, em 1908. Em 1904, Gabriel e Galán recita "La Jurdana". Em 1913, Unamuno dedica um capítulo de "Andanzas y Visiones Españolas" a Las Hurdes, denunciando ainda mais as condições sanitárias de seus habitantes. Posteriores informes de Marañón e Legendre, cônsul francês em Madrid, fazem que Afonso XIII decida conhecer a comarca em 1922. Após a Visita Real surgem iniciativas para promover o desenvolvimento hurdano, tendo como prioridade o fator assistencial. Las Hurdes, não obstante, passam a converter-se no paradigma do atraso do meio rural na Espanha, a raiz do filme Las Hurdes, tierra sin pan, que Luis Buñuel realizou em 1932 e na que se denunciava a dura situação da comarca. Buñuel vê no lugar a matéria-prima para desenvolver suas idéias cinematográficas; as lentes da câmera captam de maneira crua a vida miserável dos hurdanos, seus costumes e tradições, as doenças, as migrações, a precariedade da sua agricultura, a distância que os habitantes precisam percorrer para levar os mortos ao cemitério mais próximo. Um lugar esquecido, onde "a morte é quase um dos únicos eventos". À época de seu lançamento, Las Hurdes foi bastante criticado por, supostamentente, denegrir a imagem da Espanha. Pode-se ainda, no decorrer do documentário, perceber temas que mais tarde Buñuel aprofundaria em Os Esquecidos, de 1950.
Após a Guerra Civil, o ditador Francisco Franco põe em prática um plano para a comarca cuja base é o repovoamento florestal de grandes massas de pinheirais. Os salários que estes trabalhos proporcionam aos hurdanos ajudam a paliar a fome e freiam a emigração, mas acabam com um eco-sistema propicio para o pastoreio e a apicultura, os dois principais setores da economia hurdana. Em 1976, se produz um novo intento de desenvolvimento, o Plano Hurdes de Manuel Fraga Iribarne. Apesar do bom acolhimento entre os hurdanos não se demorou em descobrir o pouco efeito na comarca. Cresce, como nunca, o despovoamento e os incêndios florestais arrasam Las Hurdes. Em 1988, o II Congreso Nacional de Hurdanos e Hurdanófilos, organizado por AS-Hurdes, demanda maior participação dos hurdanos nas políticas que afetam diretamente a comarca. O congresso conta com a participação de especialistas renomados, mas, no geral, o nível de seus participantes é claramente inferior ao de 1908. Na década dos Noventa o turismo cresce nas Hurdes e se consolida como uma nova fonte de lucro. A Visita Real de 1998 foi utilizada pelos hurdanos para oferecer uma imagem de normalidade ao mesmo tempo para oferecer à sociedade um lugar com características singulares. Os planos de desenvolvimento rural, com fundos FEDER, que, pouco depois, apostaram pelo turismo conseguem que o turismo se consolide como grande fonte de lucro na comarca junto com a apicultura  e as oliveiras.

### Situação atual

Mapa da comarca

Ainda que a situação atual de Las Hurdes continua sendo difícil e a perda e o envelhecimento da população seu principal lastre. Os municípios de Caminomorisco e Pinofranqueado tiveram certo desenvolvimento, mas em Nuñomoral, Casares de las Hurdes e Ladrillar a recessão é muito forte.

## Economia
Historicamente ha sido una comarca isolada de seu entorno e de difíceis condições econômicas para seus habitantes, mas se baseia no auto-abastecimento através de pequenos cultivos de vários tipos. A população se distribui em pequenos povoados de 100 a 400 habitantes e em algumas “alquerías” (pequenos distritos). A economia tradicional de Las Hurdes tem se baseado nos produtos naturais do lugar: mel, azeitona, batatas, cereais, cortiça, carvão de “brezo”, etc. Na atualidade, a economia da comarca tem melhorado notavelmente. O turismo rural está tendo cada vez mais importância.

## Geografia
Trata-se de um terreno montanhoso de clima mediterrâneo com influência atlântica. Limita com Sierra de Gata, Terras de Granadilla e Sierra de Francia, (Salamanca). Forma parte da chamada "Espanha úmida".
7 rios regam seus vales: o rio Malo ou Ladrillar, o rio Batuecas, o rio Hurdano, o rio Malvellido, o rio Esperabán, o rio Ovejuela e o rio dos Ángeles.

## Concelhos e alquerías
O povoamento disperso da comarca faz com que os municípios estejam formados por pequenas povoações que são conhecidas com o nome de alquerías (alcarias).
| Município             | Área (km²) | População (2021) | Densidade (hab./km²) | Alquerías (aldeias) |
| --------------------- | ---------- | ---------------- | -------------------- | --- |
| Caminomorisco         | 147,6      | 1 161            | 7,9                  | Aceña • Arrocerezo • Arrofranco • Arrolobos • Cambrón • Cambroncino • Dehesilla • Huerta • Riomalo de Abajo                |
| Casares de las Hurdes | 20,8       | 383              | 18,4                 | Carabusino • Casarrubia • Heras • Huetre • Robledo                                                                         |
| Ladrillar             | 53,0       | 185              | 3,5                  | Cabezo • Las Mestas • Riomalo de Arriba                                                                                    |
| Nuñomoral             | 94,8       | 1 224            | 12,9                 | Aceitunilla • Asegur • Batuequilla • Cerezal • La Fragosa • El Gasco • Horcajada • Martilandrán • Rubiaco • Vegas de Coria |
| Pinofranqueado        | 148,9      | 1 682            | 11,3                 | Aldehuela • Avellanar • Castillo • Las Erías • Horcajo • Mesegal • El Moral • Muela • Ovejuela • Robledo • Sauceda         |

A Mancomunidade de Las Hurdes inclui, além dos municípios acima mencionados, inclui o município de Casar de Palomero, que historicamente pertence à comarca das Terras de Granadilla. Casar de Palomero tem 36,9 km² de área e em 2021) tinha 1 059 habitantes (densidade: 28,7 hab./km²); além da sede municipal tem três alquerías: Azabal, Pedro-Muñoz e Rivera Oveja.